# أليكس رودريجيز
أليكس رودريجيز (بالإسبانية: Álex Rodríguez)‏ (و. 1975  م) هو لاعب كرة قاعدة دومينيكاني، ولد في مانهاتن، بدأ مشواره المهني سنة 8 يوليو 1994، مركز لعبه هو قاعدي ثالث ‏، وشورتستوب ‏.

## جوائز
حصل على جوائز منها:
- Player of the Year ‏ (2002)
- جائزة القفاز الذهبي لرولينغز  [لغات أخرى]‏

## وصلات خارجية
- أليكس رودريجيز في قاعدة بيانات الأفلام على الإنترنت